# Áed skót király
Áed (Áed mac Cináeda), (840 k. – 878) I. Kenneth király fia volt, aki bátyja, I. Konstantin halálával a pikt trónt örökölte. 
Az Alba királyainak krónikája ezt írja róla: „Edus kezében egy évig volt (a királyság). Rövid uralkodása semmi emlékezeteset nem hagyott a történelemre. Nrurim civitasban gyilkolták meg.” Nrurimot eledddig nem sikerült azonosítani. Az Ulsteri Évkönyvek azt írja, hogy 878-ban „társai megölték Áed mac Cináedát, a piktek királyát.”
Andrew of Wyntoun Orygynale Cronykil of Scotland ("Skócia eredeti krónikája") című későbbi műve bővebban számol be az eseményről. Áed szerinte is egy évig uralkodott és utódja, Giric mac Dúngail gyilkolta meg Strathallanban.
Áed fia, Causantín (Konstantin) 900-ban lett király. Az Alba királyainak krónikája egy bejegyzése alapján sokáig úgy gondolták, hogy II. Donald strathclyde-i király Áed egyik fia volt, de ma már ez nem elfogadott nézet.